# Ormosia insolita
Ormosia insolita är en tvåvingeart som beskrevs av Alexander 1938. Ormosia insolita ingår i släktet Ormosia och familjen småharkrankar. Inga underarter finns listade i Catalogue of Life.